# スキップジャック (掃海艇)
スキップジャック (HMS Skipjack) はイギリス海軍の掃海艇。ハルシオン級。

## 艦歴
1933年4月4日起工。1934年1月18日進水。1935年5月3日就役。
第二次世界大戦中はイギリス周辺で活動。1940年1月24日と26日に衝突事故を起こした。
1940年6月1日、ダイナモ作戦中にドイツ軍機の攻撃を受け爆弾が命中し沈没。